# Wandelgestirne
Unter Wandelgestirnen versteht man in der beobachtenden Astronomie jene Gestirne, deren Position sich in kurzen Zeiträumen merklich verändert. Dazu zählen die Planeten (die sogenannten Wandelsterne), der Mond, die Sonne sowie Asteroiden und Kometen. Diese „wandelnden“ Himmelskörper stehen im Gegensatz zu den  Fixsternen, die am Sternenhimmel immer dieselbe Position zueinander einnehmen.
Der Begriff der Wandelgestirne und ihr Bezug zu den Fixsternen war ein zentraler Aspekt der vorantiken und antiken Proto-Astronomie und Kosmologie, als nur die sieben gegenüber dem Fixsternhimmel beweglichen Himmelskörper Sonne, Mond, Merkur, Venus, Mars, Jupiter und Saturn regelmäßig mit bloßem Auge sichtbar waren, bis in die Neuzeit. Er spielt auch noch in Keplers astrologischem Werk eine bedeutende Rolle, ebenso wie in seinem wissenschaftlichen Werk, etwa der Harmonice mundi. Die Berechnung der „Sternörter“ ist für Wandelgestirne wesentlich schwieriger als für die Fixsterne (siehe auch Ephemeriden).
Im Sprachgebrauch werden Wandelgestirn und Wandelstern oft synonym verwendet. Das Wort Wandelstern ist ein Neologismus des 17. Jahrhunderts. Es entstand als Übertragung von Planet (von griechisch πλανάομαι planáomai ‚umherirren, umherschweifen‘) und galt anfangs als „poetische Sprache“. Die Ausweitung etwa auf Kometen (Schweifsterne) findet sich beispielsweise bei Goethe. Krünitz schlug für Kometen die Bezeichnung Irrstern vor.
Der Ausdruck Fixstern ist in der Astronomie allgemein üblich (obschon ebenfalls überholt, seit die Eigenbewegung der Sterne bekannt ist). Der Ausdruck Wandelgestirn genügt der präzisen Fachsprache der Astronomie in keiner Weise. Trotzdem hat der Begriff in der einführenden Astronomiedidaktik bis heute seinen Platz, weil er zahlreiche spezielle Problemstellungen der theoretischen Himmelsmechanik, der  astronomischen Phänomenologie, der astronomischen Zeitmessung wie auch der numerischen Modellierung oder der Konstruktion von Planetarien anschaulich illustriert.